# Bipinnula
Bipinnula is een geslacht uit de orchideeënfamilie (Orchidaceae). De soorten komen voor in Zuid-Amerika. 

## Soorten
- Bipinnula biplumata (L.f.) Rchb.f.
- Bipinnula fimbriata (Poepp.) I.M.Johnst.
- Bipinnula gibertii Rchb.f.
- Bipinnula montana Arechav.
- Bipinnula penicillata (Rchb.f.) Cisternas & Salazar
- Bipinnula plumosa Lindl.
- Bipinnula polysyka Kraenzl.
- Bipinnula taltalensis I.M.Johnst.
- Bipinnula volkmannii Kraenzl.